# Institut national de la statistique et des études économiques
L'Institut national de la statistique et des études économiques (INSEE), lett. "Istituto nazionale della statistica e degli studi economici", è un'agenzia governativa francese, sotto la direzione del Ministero dell'economia e delle finanze, che funge da istituto nazionale di statistica della Francia. La sede dell'istituto è a Montrouge, alla periferia di Parigi.
Dal mese di marzo 2012 il direttore è Jean-Luc Tavernier.

## Storia
L'INSEE fu fondato il 27 aprile 1946 su iniziativa del Governo provvisorio della Repubblica francese, tramite gli articoli 32 e 33 della legge di bilancio, per sostituire il Servizio nazionale di statistica, istituito nel 1940 dal governo di Vichy.

## Missione
L'INSEE organizza ed esegue i censimenti della popolazione e pubblica i dati della popolazione in Francia. I diversi indici INSEE (indice dei prezzi e costo degli immobili) sono utilizzati per la revisione dei prezzi di alcuni contratti. Il codice INSEE serve a identificare le collettività locali, in particolare i comuni francesi, così come gli individui attraverso il numero chiamato di sicurezza sociale, le imprese e i loro diversi stabilimenti tramite il codice SIREN e SIRET e le attività professionali coi codici APE ("Attività principale esercitata") i relazione ai codici NAF ("Nomenclatura delle attività francesi").

### Insegnamento e ricerca
Il Gruppo di scuole nazionali di economia e statistica (Groupe des Écoles Nationales d'Économie et Statistique) raccoglie le attività di insegnamento e di ricerca dell'INSEE e comprende:
- una grande école, la Scuola nazionale per la statistica e l'amministrazione economica (ENSAE, École nationale de la statistique et de l'administration économique), che ha lo scopo di formare sia gli amministratori dell'INSEE che ingegneri specializzati nel campo della statistica, dell'economia e della finanza;
- la Scuola nazionale per la statistica e l'analisi delle informazioni (ENSAI, École nationale de la statistique et de l'analyse de l'information), scuola per addetti, è allo stesso tempo una scuola per ingegneri e forma specialisti in analisi dell'informazione.

## Lista dei direttori
- Francis-Louis Closon (1946-1961)
- Claude Gruson (1961-1967)
- Jean Ripert (1967-1974)
- Edmond Malinvaud (1974-1987)
- Jean-Claude Milleron (1987-1992)
- Paul Champsaur (1992-2003)
- Jean-Michel Charpin (2003-2007)
- Jean-Philippe Cotis (2007- 2012)
- Jean-Luc Tavernier (dal 2012)